# Oyten
Oyten là một đô thị ở huyện Verden, trong bang Niedersachsen, nước Đức. Đô thị Oyten có diện tích 63,47 km². Đô thị này có cự ly khoảng 20 km về phía tây bắc của Verden, và 15 km về phía đông Bremen.